# Morpholeria triloba
Morpholeria triloba är en tvåvingeart som beskrevs av Gorodkov 1974. Morpholeria triloba ingår i släktet Morpholeria och familjen myllflugor. Inga underarter finns listade i Catalogue of Life.